# Tuvsnäppa
Tuvsnäppa (Calidris melanotos) är en vadarfågel som ingår i familjen snäppor. Den häckar på tundra i Nordamerika och nordöstra Asien, möjligen även in i nordöstligaste Europa. Vintertid flyttar de flesta individer till Sydamerika. Under flyttningen ses den regelbundet i västra Europa, med flera fynd årligen i Sverige. Beståndet anses vara livskraftigt.

## Utseende
Tuvsnäppan är 19–24 centimeter stor, har en vingbredd på 26–45 centimeter och väger 31–126 gram. Den har gråbrun rygg: brunast hos hanen i sommardräkt, och gråast på vintern. Bröstet är grått med en skarp gräns nedåt. Benen är gulaktiga. Ungfåglarna är mer färgstarkt mönstrade på ovansidan med rödbrun färgning och vita mantelstrimmor.

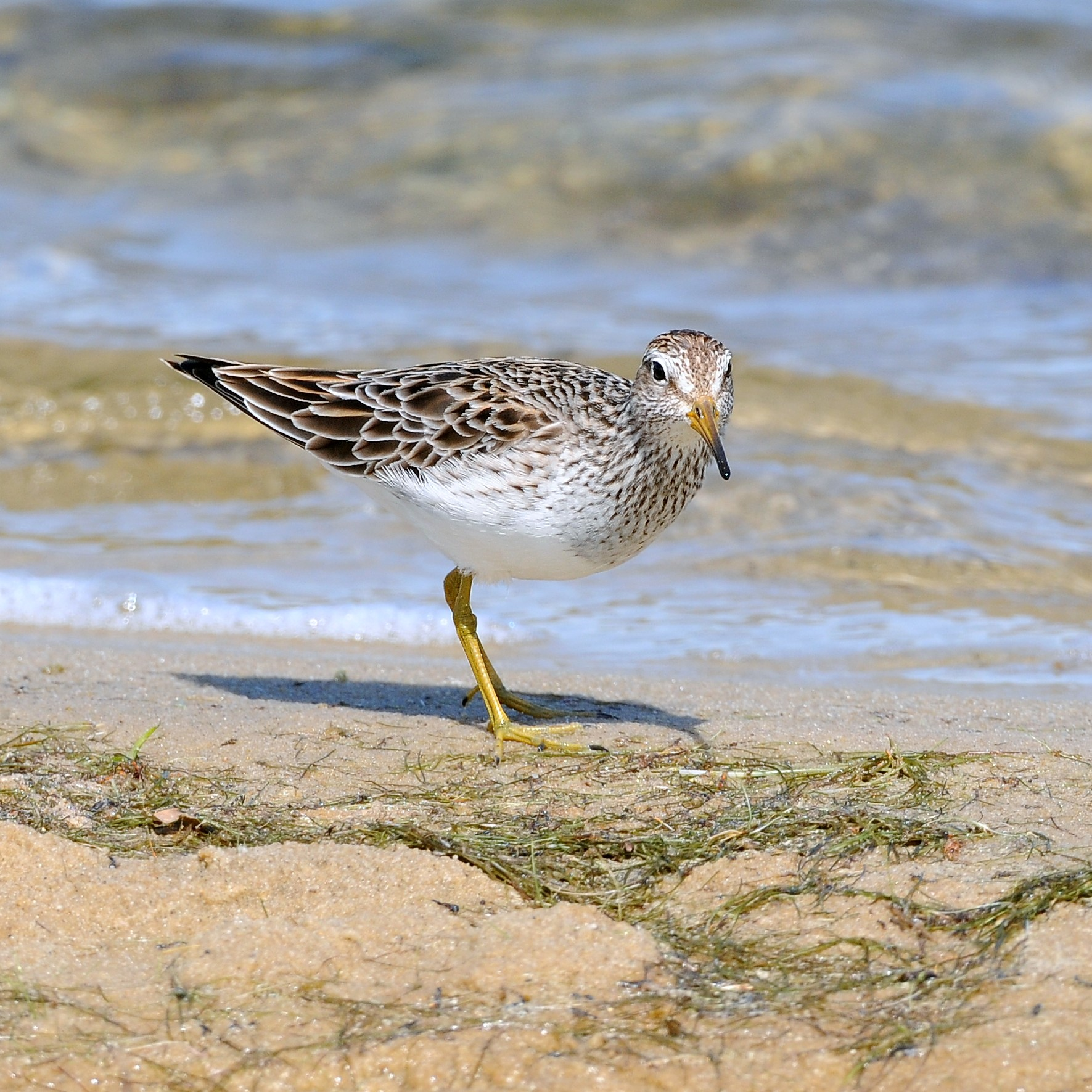
Tuvsnäppa i häckningsdräkt fotograferad i maj i New Jersey.

Tuvsnäppan är lik spetsstjärtad snäppa (Calidris acuminata) som häckar inom en del av tuvsnäppans utbredningsområde, men denna har dock ett annat bröstmönster, diskretare ögonbrynsstreck och gråare hjässa.

## Läte
Flyktlätet beskrivs som ett lågt och hårt "drrup" eller "jrrff". Under spelet hörs ett mistlurslikt tutande.

## Utbredning
Tuvsnäppan är en flyttfågel som häckar i nordöstra Asien och Nordamerika. Det sibiriska utbredningsområdet kan sträcka sig västerut in i europeiska delen av Ryssland, åtminstone oregelbundet. Den häckar troligen årligen på Svalbard och har noterats häcka i norra Skottland.
Tuvsnäppan är en långväga flyttfågel. De nordamerikanska och de flesta asiatiska fåglarna övervintrar i Sydamerika, men några asiatiska häckfåglar övervintrar i Australien och Nya Zeeland. Den flyttar också sällsynt genom Västeuropa. Spridda fynd har också gjorts i Afrika, Kazakstan, Indien, Malaysia, Indonesien och de flesta delar av Stilla havet.

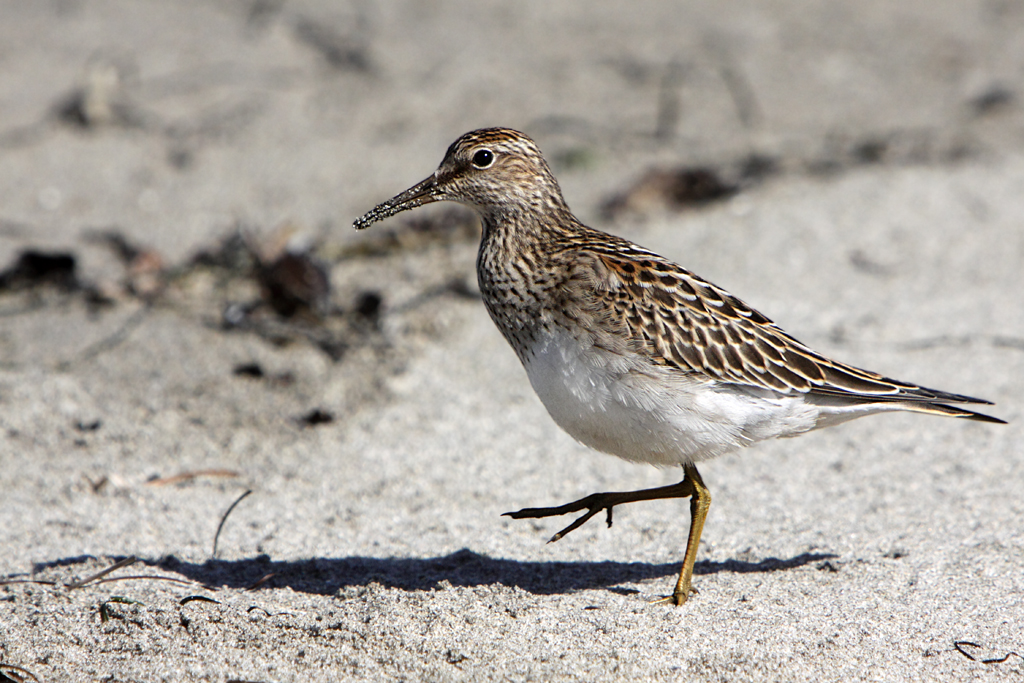
Tuvsnäppa under höstflyttningen i Kalifornien.

Tuvsnäppans flyttmönster kan liksom många andra fåglar som häckar i Arktis ha påverkats av växthuseffekten. För hundra år sedan passerade tuvsnäppor genom norra Ohio i början eller mitten av maj och igen i slutet av augusti. Idag ses de allra flesta redan i april och de flesta fåglar återvänder inte förrän mitten av september. 

### Tuvsnäppan i Europa
Tuvsnäppan observeras ofta i Västeuropa och kategoriseras inte som ovanlig på Irland och i Storbritannien. Möjligen är det asiatiska häckfåglar som passerar Europa på väg till övervintringsområden i Sydafrika. I Sverige är tuvsnäppan en sällsynt men regelbunden gäst som ses med flera exemplar årligen.

## Systematik
Genetiska studier visar att tuvsnäppan är närmast släkt med de nordamerikanska småvadarna tundrasnäppa och sandsnäppa, men även med den utseendemässigt avvikande prärielöparen. Tidigare troddes den stå nära spetsstjärtad snäppa som den liknar i utseendet, men denna är avlägset släkt och står närmare myrsnäppan och brushanen. Tuvsnäppan är monotypisk, det vill säga att den inte delas in i några underarter.

## Ekologi
Tuvsnäppan häckar på sumpig tundra. Under flytten och vintertid påträffas tuvsnäppan normalt vid sötvatten. Den äter mestadels insekter och andra ryggradslösa djur. Under parningsleken blåser hanen upp sitt bröst. Tuvsnäppan lägger sitt bo på marken och lägger oftast fyra ägg.
Man har funnit att tuvsnäppan i mycket sällsynta fall kan hybridisera med spovsnäppa (Calidris ferruginea). Deras avkomma kallas då för coxsnäppa (C. melanotos X C. ferruginea).

## Status
Arten har ett stort utbredningsområde och internationella naturvårdsunionen IUCN kategoriserar arten som livskraftig. Beståndsutvecklingen är dock oklar. Världspopulationen uppskattas till mellan fyra och 15 miljoner vuxna individer.

### Namn
Tuvsnäppan beskrevs som art av Louis Jean Pierre Vieillot 1819 som Tringa melanotos. Det vetenskapliga artnamnet ’’melanotos betyder "svartryggad", av grekiskans melas (μελας) för ”svart” och ändelsen -nōtos (-νωτος) för "tillhörande ryggen". Fågeln har på svenska även kallats gråbröstad snäppa.